# Marilyn Lloyd
Rachel Marilyn Lloyd, nata Laird (Fort Smith, 3 gennaio 1929 – Chattanooga, 19 settembre 2018), è stata una politica statunitense, membro della Camera dei Rappresentanti per lo stato del Tennessee dal 1975 al 1995.

## Biografia
Nata nello Stato dell'Arkansas, dopo gli studi Marilyn Laird sposò Mort Lloyd, un popolare conduttore di una rete televisiva locale del Tennessee. Nel 1974 l'uomo decise di candidarsi alla Camera dei Rappresentanti come esponente del Partito Democratico, ma subito dopo aver vinto le primarie morì mentre pilotava il suo aereo. Il partito convinse la vedova a prendere il posto di Mort nella competizione e pochi mesi dopo la donna riuscì a farsi eleggere.
La Lloyd aveva un indice di voto piuttosto moderato per una democratica e si dissociò diverse volte dalle posizioni del suo partito. Dopo aver sconfitto un cancro al seno, divenne portavoce della prevenzione, sponsorizzò la mammografia e lottò per i diritti sanitari femminili.
Nel 1992 vinse di misura la rielezione contro il candidato repubblicano Zach Wamp; due anni dopo la Lloyd annunciò il suo ritiro a vita privata dopo vent'anni al Congresso e diede il suo supporto a Wamp, che questa volta venne eletto.